# Sekstet
Sekstet (łac. sex – sześć, ang. sextet, franc. sextuor, sextette, niem. Sextett, wł. sestetto) – dwuznaczne pojęcie muzyczne:
1. zespół muzyczny sześciu osób;
2. utwór muzyczny dla takiego zespołu, np. na sześć głosów lub instrumentów solowych.

## Sekstety zinstrumentami dętymi
W XVIII w. divertimenta i serenady powstawały wprawdzie na różne obsady, lecz najczęściej na 3 pary dętych – głównie klarnetów (ew. obojów), rogów i fagotów, albo na kwartet smyczkowy i parę rogów (przykładem najbardziej ekscentryczny utwór Mozarta Ein musikalischer Spass KV 522). Ważne dla ewolucji gatunku były dwa sekstety Beethovena: trzyczęściowy Sekstet Es-dur op. 81b na kwartet smyczkowy i 2 rogi (ok. 1794) oraz czteroczęściowy Sekstet Es-dur op. 71 na 2 klarnety, 2 rogi i 2 fagoty (1796). W XIX wieku na sekstety komponowano stosunkowo rzadko. W XX wieku do klasycznej tradycji w oryginalny sposób nawiązał Leoš Janáček w suicie Mládi (Młodość) na sekstet dęty. Renesans sekstet przeżył jednak głównie dzięki neoklasykom, m.in. V. d’Indy, B. Martinů (Serenada nr 1), A. Roussel, F. Poulenc, J. Françaix (L’Heure du Berger).

## Sekstety nainstrumenty smyczkowe
Sekstety na 2 skrzypiec, 2 altówki i 2 wiolonczelę zapoczątkował Luigi Boccherini w 1776 (cykl op. 24). W XVIII w. gatunek ten nie cieszył się jednak popularnością, za to w XIX w. chętnie sięgano do tej obsady. Najwybitniejsze sekstety smyczkowe skomponował Johannes Brahms (B-dur op. 18 i G-dur op. 36). Ponadto na obsadę tę pisali w XIX w. i w pocz. XX w.: L. Spohr, I.F. Dobrzyński (trzy sekstety), N. Gade, A. Borodin, A. Dvořák, M. Reger, R. Glière (trzy sekstety), J. Lefeld (Es-dur op.3) i wielu innych kompozytorów. W wersji orkiestrowej przyjęły się sekstety smyczkowe P. Czajkowskiego (Souvenir de Florence) i A. Schönberga (Verklärte Nacht). Operę Capriccio Richarda Straussa rozpoczyna sekstet smyczkowy (Andante con moto grane w solowej obsadzie). Do bardzo nielicznych przykładów tego gatunku w 2 połowie XX w. należy jednoczęściowy Sekstet A. Panufnika (1987) oraz Sekstet M. Kagla zestawiony z aleatorycznym utworem fortepianowym, co daje połączenie formy „zamkniętej” z „otwartą” (1953-57)
Szczególnym utworem – nie zaliczanym do sekstetów, acz skomponowanym na taką właśnie obsadę, jest Echo na dwa tria smyczkowe grające w odrębnych pomieszczeniach, przypisywane Josephowi Haydnowi.

## Sekstety –kameralne„koncerty”
W XIX i XX w. popularnością cieszyły się sekstety będące jakby koncertami w kameralnej obsadzie. Najczęściej rolę solisty pełnił w nich fortepian, któremu towarzyszyła para skrzypiec, altówka, wiolonczela i kontrabas – solowo obsadzona „orkiestra”. Taki charakter ma m.in. Gran sestetto Es-dur i Divertimento brillante... M. Glinki, Sextett C-dur op. 30 F. Kalkbrennera i Sextett C-dur op. 100 F. Riesa oraz Sekstet D-dur Mendelssohna op. 110, w którym podwójne są altówki (a nie skrzypce). W tym nurcie mieści się także Koncert D-dur na fortepian i skrzypce z towarzyszeniem kwartetu smyczkowego E. Chaussona. W obsadzie takiej „zminiaturyzowanej orkiestry” mogły oczywiście pojawiać się instrumenty dęte – jak to ma miejsce w sekstetach Kalkbrennera (op. 135), G. Onslowa (op. 30) oraz w Koncercie na klawesyn oraz flet, obój, klarnet, skrzypce i wiolonczelę napisanym przez Manuela de Fallę dla Wandy Landowskiej.
W Uwerturze hebrajskiej Siergieja Prokofjewa na klarnet, fortepian i kwartet smyczkowy koncertują wszystkie instrumenty.

## Sekstetyperkusyjne
W drugiej połowie XX w. powstało wiele utworów na 6-osobowe zespoły o swobodnie dobieranych składach. Chcąc uzyskać oryginalną kolorystykę dźwiękową, kompozytorzy często sięgali do instrumentarium perkusyjnego.
Przykładem takiego nowoczesnego sekstetu z udziałem perkusji jest Kreuzspiel K. Stockhausena na obój, klarnet basowy, fortepian i 3 perkusje. Częstsze były sekstety na samą perkusję, jak First Construction i Imaginary Landscape nr 3 J. Cage’a oraz Continuum K. Serockiego.

## Sekstety wokalne
Wprawdzie w XVI i XVII w. na 6 głosów w pojedynczej obsadzie powstało wiele madrygałów, lecz pojęcie to stosowane jest zasadniczo dopiero do ensembli w XVIII- i XIX-wiecznej operze, a więc do epizodów wykonywanych przez sześciu śpiewaków z towarzyszeniem orkiestry, ewentualnie chóru – zazwyczaj na zakończenie większych scen.
Mistrzem sekstetu wokalnego był Wolfgang Amadeus Mozart. W 7. scenie II aktu Don Giovanniego do śpiewu przyłączają się kolejne postaci – aż do sekstetu. W finale drugiego aktu tej opery Leporello śpiewa w dialogu z kwintetem pozostałych bohaterów. W III akcie Wesela Figara Mozarta sekstet powstaje z nakładania się dialogów. „Wielkim sekstetem” można by nazwać Così fan tutte Mozarta, operę przeznaczoną dla 3 śpiewaczek i 3 śpiewaków (wspaniałe sekstety kończą oba akty).
W operze romantycznej najsławniejsze są sekstety w:
- II akcie Lucii di Lammermoor G. Donizettiego (z towarzyszeniem chóru),
- Kopciuszku, Cyruliku sewilskim i Wilhelmie Tellu – G. Rossiniego,
- Wolnym strzelcu – C.M. Webera,
- Nabucco – G. Verdiego,
- Carmen – G. Bizeta.

Na początku II aktu opery Zar und Zimmermann A. Lortzinga rozbrzmiewa sekstet nietypowy, bo wyłącznie na głosy męskie.
Nowoczesny repertuar na sekstet wokalny a cappella w znacznej mierze powstał dla angielskiego zespołu męskiego The King’s Singers, występującego od lat 70. Komponowali dla nich m.in. Krzysztof Penderecki (Ecloga VIII), Luciano Berio („Cries” of London) i Tōru Takemitsu (Handmade Proverbs).